# Noémie Merlant
Noémie Merlant (Paris, 27 de novembro de 1988) é uma atriz francesa. Ela já foi indicada duas vezes ao prêmio César, incluindo uma indicação pelo seu papel principal em Portrait de la jeune fille en feu.

## Carreira
Seus pais são agentes imobiliários. Ela foi criada em Rezé, perto de Nantes.
Noémie começou sua carreira como modelo profissional antes de frequentar a escola de teatro Cours Florent em Paris.
Em 2016, ela gravou um single, chamado "Fate", pra o filme Twisting Fate.
Ela teve seu primeiro trabalho de destaque no filme de 2016, Heaven Will Wait, pelo qual foi indicada ao Prêmio César de Atriz Mais Promissora.
Em 2019, Noémie estrelou Portrait de la jeune fille en feu. Ela ganhou o prêmio Lumières de melhor atriz por sua performance e foi indicada ao prêmio César de melhor atriz ao lado de sua co-estrela Adèle Haenel.

### Direção
Noémie dirigiu dois curtas, o filme Je suis une biche de 2017 e Shakira de 2019.

## Filmografia
| Ano  | Titulo                                    | Papel            | Observações                                                                                        |
| ---- | ----------------------------------------- | ---------------- | -------------------------------------------------------------------------------------------------- |
| 2008 | Death in Love                             |                  | |
| 2010 | Parigi                                    |                  | Curta-metragem                                                                                     |
| 2011 | La Permission de minuit                   | Mathilde         | |
| 2011 | L'Orpheline avec en plus un bras en moins | Éléonore         | |
| 2011 | Juste avant l'aube                        | Laura            | Curta-metragem                                                                                     |
| 2012 | Les Nerfs fument                          |                  | Curta-metragem                                                                                     |
| 2012 | Julie Lescaut                             | Lou de Salle     | Série para TV                                                                                      |
| 2012 | Enquêtes réservées                        | Garance Lasarthe | Série para TV                                                                                      |
| 2013 | Pour le rôle                              | A secretária     | Curta-metragem                                                                                     |
| 2013 | Lapsus                                    | Angie            | Curta-metragem                                                                                     |
| 2013 | Le Devoir                                 | Agnes            | Curta-metragem                                                                                     |
| 2013 | Dos au mur                                |                  | Série para TV                                                                                      |
| 2013 | L'Amour a la clé                          |                  | Curta-metragem                                                                                     |
| 2013 | Némésis                                   |                  | Curta-metragem                                                                                     |
| 2013 | Paradise                                  |                  | |
| 2014 | La Crème de la crème                      | A ruiva          | |
| 2014 | Des lendemains qui chantent               | Sveltana         | |
| 2014 | Once in a Lifetime                        | Mélanie          | |
| 2014 | Le Voyage de monsieur Perrichon           | Henriette        | Série para TV                                                                                      |
| 2015 | One Wild Moment                           | Linda            | |
| 2015 | Newcomer                                  | Anja             | |
| 2016 | Dieumerci !                               | Audrey           | |
| 2016 | Elles... Les Filles du Plessis            | Brigitte         | Série para TV                                                                                      |
| 2016 | The Brother                               | Claire           | |
| 2016 | Twisting Fate                             | Claire           | |
| 2016 | Heaven Will Wait                          | Sonia Bouzaria   | Indicada—Prêmio César de Atriz Mais Promissora. Indicada—Prêmio Lumières de Atriz Mais Promissora. |
| 2016 | The Law of Christophe                     | Katya Valle      | Série para TV                                                                                      |
| 2017 | Unexpected                                | Agnès            | Curta-metragem                                                                                     |
| 2017 | La Piscine                                |                  | Curta-metragem                                                                                     |
| 2017 | Je suis #unebiche                         |                  | Curta-metragem Também como diretora e roteirista                                                   |
| 2017 | Plonger                                   | A artista jovem  | |
| 2018 | Le retour du héros                        | Pauline          | |
| 2018 | La Fête des mères                         | Coco             | |
| 2018 | Paper Flags                               | Charlie          | |
| 2019 | Curiosa                                   | Marie de Régnier | |
| 2019 | Portrait de la jeune fille en feu         | Marianne         | Prêmio Lumières de Melhor Atriz Indicada Prêmio César de Melhor Atriz                              |
| 2019 | Jumbo                                     | Jeanne           | |
| 2019 | A Good Man                                | Ben / Benjamin   | |

## Teatro
| Ano  | Titulo                  | Diretor            |
| ---- | ----------------------- | ------------------ |
| 2008 | Adriana Mater           | Bertrand Dégremont |
| 2010 | Push Up                 | Suzanne Marot      |
| 2011 | Les Lésions dangereuses | Julia Dunoyer      |

## Discografia

### Singles
- "Fate" (2016)[8]